# Manuel Perez (animateur)
Pour les articles homonymes, voir Manuel Pérez (homonymie) et Pérez.
 (juillet 2021).
La mise en forme du texte ne suit pas les recommandations de Wikipédia : il faut le « wikifier ».
Les points d'amélioration suivants sont les cas les plus fréquents :
- Les titres sont pré-formatés par le logiciel. Ils ne sont ni en capitales, ni en gras.
- Le texte ne doit pas être écrit en capitales (les noms de famille non plus), ni en gras, ni en italique, ni en « petit »…
- Le gras n'est utilisé que pour surligner le titre de l'article dans l'introduction, une seule fois.
- L'italique est rarement utilisé : mots en langue étrangère, titres d'œuvres, noms de bateaux, etc.
- Les citations ne sont pas en italique mais en corps de texte normal. Elles sont entourées par des guillemets français : « et ».
- Les listes à puces sont à éviter, des paragraphes rédigés étant largement préférés. Les tableaux sont à réserver à la présentation de données structurées (résultats, etc.).
- Les appels de note de bas de page (petits chiffres en exposant, introduits par l'outil «  Source ») sont à placer entre la fin de phrase et le point final[comme ça].
- Les liens internes (vers d'autres articles de Wikipédia) sont à choisir avec parcimonie. Créez des liens vers des articles approfondissant le sujet. Les termes génériques sans rapport avec le sujet sont à éviter, ainsi que les répétitions de liens vers un même terme.
- Les liens externes sont à placer uniquement dans une section « Liens externes », à la fin de l'article. Ces liens sont à choisir avec parcimonie suivant les règles définies. Si un lien sert de source à l'article, son insertion dans le texte est à faire par les notes de bas de page.
- La présentation des références doit suivre les conventions bibliographiques. Il est recommandé d'utiliser les modèles {{Ouvrage}}, {{Chapitre}}, {{Article}}, {{Lien web}} et/ou {{Bibliographie}}. Le mode d'édition visuel peut mettre en forme automatiquement les références.
- Insérer une infobox (cadre d'informations à droite) n'est pas obligatoire pour parachever la mise en page.

Pour une aide détaillée, merci de consulter Aide:Wikification.
Si vous pensez que ces points ont été résolus, vous pouvez retirer ce bandeau et améliorer la mise en forme d'un autre article.
Manuel Perez est un animateur américain d'origine mexicaine, né le 17 juin 1914 à Morenci (Arizona) et mort le 18 janvier 1981 à Los Angeles (Californie).

## Biographie
Manuel Perez est né à Morenci en Arizona aux États-Unis dans une famille d'origine mexicaine.
Sa famille déménage en 1917 à Los Angeles où Perez fréquentera plus tard le lycée. Athlète, il a pratiqué le football , le baseball et l'athlétisme. Deux ans après l'obtention de son diplôme, il est embauché par Leon Schlesinger en tant qu'animateur stagiaire.
Il a travaillé sur plus de 300 dessins animés pendant « l'âge d'or de l'animation américaine », principalement pour Warner Bros. Cartoons, pour qui il a commencé à animer en 1938, mais aussi pour Bill Melendez Productions , DePatie-Freleng Enterprises et Hanna-Barbera Productions. Son premier dessin animé crédité était Porky's Bear Facts (1941).
Parmi les dessins animés qu'il a animés figuraient ceux mettant en vedette Bugs Bunny, Daffy Duck, Porky Pig, Titi et Grosminet,  Quick Draw McGraw , la Panthère rose,  Charlie Brown ils sont deux d'entre eux comme A Charlie Brown Christmas, He's Your Dog, Charlie Brown and It Was a Short Summer, Charlie Brown, Bip Bip et Vil Coyote, Docteur Dolittle, The Cat in the Hat, Fritz le Chat, où il a tristement animé Fritz et trois filles dans la baignoire pour deux mille dessins (une demi-minute), et Plastic Man , parmi tant d'autres.
Membre du syndicat The Screen Cartoonists Guild, Perez a été l'un des animateurs impliqués dans le " Looney Tunes Lock Out" de 1941, lorsque Leon Schlesinger , qui produisait des dessins animés pour Warner Bros. Cartoons depuis le milieu des années 1930, a verrouillé les animateurs qui avaient rejoint la Guilde, y compris Perez. Après six jours, Schlesinger a cédé et leur a permis de reprendre le travail.
Dans ses dernières années, Perez a travaillé sur Journey Back to Oz (1971); la version animée du Seigneur des Anneaux (1978), The Plastic Man Comedy/Adventure Show (1979),  et The Bugs Bunny/Road Runner Movie (1979).

## Filmographie
- 1941 : Porky's Bear Facts
- 1941 : Notes to You
- 1942 : Saps in Chaps
- 1942 : Fresh Hare
- 1943 : Greetings Bait
- 1944 : Little Red Riding Rabbit
- 1944 : Hare Force
- 1944 : Goldilocks and the Jivin' Bears
- 1945 : Hare Trigger
- 1945 : Ain't That Ducky
- 1945 : Peck Up Your Troubles
- 1946 : Baseball Bugs
- 1946 : Holiday for Shoestrings
- 1946 : Hollywood Daffy
- 1946 : Of Thee I Sting
- 1946 : Racketeer Rabbit
- 1946 : Rhapsodie à quatre mains
- 1947 : The Gay Anties
- 1947 : Le repas est servi
- 1947 : Que le meilleur perde
- 1947 : Un lapin à Manhattan
- 1947 : Ruse de lapin
- 1948 : Meli-mélodrame
- 1948 : I Taw a Putty Tat
- 1948 : Buccaneer Bunny
- 1948 : Poker d'as pour Bugs Bunny
- 1948 : Hare Splitter
- 1948 : Vilains Félins
- 1949 : Wise Quackers
- 1949 : Hare Do
- 1949 : High Diving Hare
- 1949 : Curtain Razor
- 1949 : Mouse Mazurka
- 1949 : Knights Must Fall
- 1949 : Bad Ol' Putty Tat
- 1949 : À la recherche du dodo perdu
- 1949 : Each Dawn I Crow
- 1950 : Pop 'im Pop!
- 1951 : Canned Feud
- 1951 : Rabbit Every Monday
- 1951 : Troubles en double
- 1951 : A Bone for a Bone
- 1951 : The Fair Haired Hare
- 1951 : Room and Bird
- 1951 : His Hare Raising Tale
- 1951 : Un grosminet à la mer
- 1951 : Ballot Box Bunny
- 1951 : Dog Collared
- 1951 : Titi, espèce protégée
- 1952 : Carrot Rabbit
- 1955 : Vagues à l'âme